# Pallenopsis triregia
Pallenopsis triregia is een zeespin uit de familie Pallenopsidae. De soort behoort tot het geslacht Pallenopsis. Pallenopsis triregia werd in 1962 voor het eerst wetenschappelijk beschreven door Clark. 